# Балашов, Николай Владимирович
Никола́й Влади́мирович Балашо́в (род. 13 декабря 1956, Москва) — священнослужитель Русской православной церкви, митрофорный протоиерей, настоятель храма Воскресения Словущего на Успенском Вражке в Москве, член Межсоборного присутствия Русской православной церкви. Доктор богословия. Заместитель председателя отдела внешних церковных связей Московского патриархата (2009—2022). Советник Патриарха Московского и всея Руси.
Член комиссии Межсоборного присутствия по богослужению и церковному искусству и комиссии по церковному праву.

## Биография
В 1973—1977 годах учился на химическом факультете МГУ. В 1977—1979 годах служил в армии. В 1979—1985 годах работал рабочим, занимаясь богословским самообразованием.
В 1985—1989 годах трудился чтецом в московском храме в честь иконы Божией Матери «Нечаянная Радость» в Марьиной Роще и внештатно сотрудничал с издательским отделом Московского патриархата.
9 апреля 1989 года рукоположён во диакона, а 23 апреля — в сан священника архиепископом Вологодским и Великоустюжским Михаилом.
В 1989—1994 годах — клирик Вологодской епархии. С 1992 по 1994 год настоятель череповецкого Воскресенского собора.
В 1991 году окончил Московскую духовную семинарию по сектору заочного обучения, в 1997 году — Санкт-Петербургскую духовную академию со степенью кандидата богословия за диссертацию по теме «История предсоборного движения. Вопросы упорядочения и развития литургической жизни Русской православной церкви по материалам церковно-общественной дискуссии 1905—1917 годов».
В 1994—1998 годах — клирик Новгородской епархии. Назначен на Успенский приход в село Любытино для ликвидации т. н. «любытинского раскола», возникшего после того, как священник Тимофей Алфёров перешёл в юрисдикцию РПЦЗ, желая оставить за собой здание церкви. Занимался восстановлением данного храма.
В 1998 году уехал служить в Москву, став сотрудником Отдела внешних церковных сношений (с 2000 года — связей) Московского патриархата и клириком храма Живоначальной Троицы в Хорошёве. Тем не менее, «любытинскую землю не забывает, отдых свой после длительных командировок предпочитает проводить в Никандрове».
С 1998 по 2000 год — сотрудник секретариата ОВЦС по взаимоотношениям Церкви и общества. Принимал участие в трудах рабочей группы по выработке «Основ социальной концепции Русской православной церкви».
3 мая 2000 года в московском храме Живоначальной Троицы в Хорошёве председателем ОВЦС митрополитом Смоленским и Калининградским Кириллом был возведён в сан протоиерея.
В 2001—2002 годах — исполняющий обязанности секретаря ОВЦС по межправославным связям и загранучреждениям. С 2002 года — секретарь ОВЦС по межправославным отношениям.
С декабря 2003 года по 2007 год — секретарь комиссии Московского патриархата по диалогу с Русской зарубежной церковью.
20 апреля 2005 года решением Священного синода включён в состав комиссии по делам старообрядных приходов и по взаимодействию со старообрядчеством.
Координатор и научный редактор исследовательского проекта «Церковные реформы. Дискуссии в Православной Российской Церкви начала XX века. Поместный собор 1917—1918 гг. и предсоборный период», осуществляемого круглым столом по религиозному образованию и диаконии при Отделе внешних церковных связей Московского патриархата при содействии фонда «Христианская Россия» в Сериате, Италия. В 2006 году удостоен степени магистра богословия.
10 декабря 2008 года решением Священного синода включён в состав комиссии по подготовке Поместного собора Русской православной церкви, прошедшего 27 по 28 января 2009 года. Являлся членом собора по должности.
31 марта 2009 года решением Священного синода назначен заместителем председателя отдела внешних церковных связей.
С 27 июля 2009 года — член Межсоборного присутствия Русской православной церкви. С 5 марта 2010 года — член президиума Межсоборного присутствия Русской православной церкви.
С 3 августа 2010 года — член Российско-китайской группы по контактам и сотрудничеству в религиозной сфере.
С октября 2011 года — член Научно-редакционного совета по изданию документов Священного Собора Православной Российской Церкви 1917—1918 гг..
С 7 марта 2012 года — настоятель храма Воскресения Словущего на Успенском Вражке в Москве.
С 25 декабря 2013 года — член Синодальной библейско-богословской комиссии Русской православной церкви.
17 июня 2014 года во время торжественного акта в МДА архиепископ Евгений (Решетников) вручил протоиерею Николаю Балашову диплом доктора богословия.
С 18 сентября 2014 года — член Комиссии по составлению месяцеслова Русской православной церкви.
С 11 декабря 2014 года — член Комиссии по международному сотрудничеству Совета по взаимодействию с религиозными объединениями при Президенте Российской Федерации.
С 25 декабря 2014 года — член Синодальной богослужебной комиссии Русской православной церкви.
1 февраля 2017 года решением Священного синода включён в состав созданного тогда же организационного комитета по реализации программы общецерковных мероприятий к 100-летию начала эпохи гонений на Русскую православную церковь.
В 2019 году — член комиссии Московского патриархата по переговорам с Архиепископией западноевропейских приходов русской традиции, завершившимся в том же году воссоединением Архиепископии с Московским патриархатом.
С 23 марта 2020 года — член Рабочей группы при Патриархе Московском и всея Руси по координации деятельности церковных учреждений в условиях распространения коронавирусной инфекции.
С 17 июня 2021 года — член Синодальной комиссии по биоэтике Русской православной церкви.
25 октября 2022 года Священный Синод РПЦ постановил «удовлетворить прошение протоиерея Николая Балашова об освобождении от должности заместителя председателя Отдела внешних церковных связей, выразив ему благодарность за понесенные труды, и благословить ему продолжить деятельность в сфере внешних церковных связей в качестве советника Патриарха Московского и всея Руси».
23 января 2023 года, на фоне вторжения России на Украину, за «пропаганду и поддержку войны против Украины», включен в санкционный список Украины «граждан России, которые, прикрываясь духовностью, поддерживают террор и геноцидную политику». Санкции предусматривают блокирование активов, прекращение транзита ресурсов через территорию Украины и выведения капиталов за ее пределы, запрещение пользования радиочастотным ресурсом Украины, прекращение предоставления электронных коммуникационных услуг и использование электронных коммуникационных сетей, запрет осуществления публичных и оборонных закупок товаров, лишение госнаград, и иные ограничения, сроком на 30 лет.

## Награды
- Орден Александра Невского (3 октября 2021 года) — за большой вклад в развитие международных и межконфессиональных отношений, многолетнюю добросовестную работу[25][26]
- Орден Почёта (17 мая 2016 года) — за большой вклад в развитие духовной культуры и укрепление дружбы между народами[27][28].
- Орден Дружбы (20 июля 2011 года) — за большой вклад в развитие духовной культуры и укрепление дружбы между народами[29].
- Орден Сербского флага II степени (Сербия, 2022 год)[30][31][32].
- Орден Святого равноапостольного великого князя Владимира III степени ([2007) — во внимание к трудам в деле восстановления единства с Русской Зарубежной Церковью[33].
- Орден Святого благоверного князя Даниила Московского III степени (2011)[34].
- Орден Преподобного Сергия Радонежского III степени (2014) — в связи с 25-летием иерейской хиротонии[35].
- Орден Преподобного Серафима Саровского III степени (2019)[36].
- Орден Преподобного Серафима Саровского II степени (2021)[37].
- Орден Святого князя Ростислава Моравского II степени (Православная Церковь Чешских земель и Словакии) (2004)[38].
- Орден Преподобного Саввы Освященного со звездой командора (Александрийская православная церковь, 2010)[38].
- Орден Святых первоверховных апостолов Петра и Павла III степени (Антиохийская православная церковь, 2011)[39].
- Орден Святой равноапостольной Марии Магдалины III степени (Польская православная церковь, 2012)[40].
- Золотой крест ордена Святого апостола Павла (Элладская православная церковь, 2013)[41].
- Орден Святого Саввы III степени (Сербская православная церковь, 2014)[42].
- Орден Креста Святого Гроба II степени со звездой командора (Иерусалимская православная церковь, 2017)[43][44].
- Памятный наперсный крест с надписью «Во внимание к усердным трудам на благо Святой Церкви и в связи с 70-летием ОВЦС» (2016)[45].
- Патриаршая грамота — в связи с 60-летием со дня рождения (2016 год)[46].
- Патриаршая грамота — во внимание к трудам ради восстановления единства Архиепископии западноевропейских приходов русской традиции с Русской Православной Церковью (2019 год)[47].
- Патриаршая грамота — во внимание к трудам на благо Святой Церкви и в связи с 65-летием со дня рождения (2021 год)[48].
- Медаль святителя Марка Эфесского I степени (ведомственная награда отдела внешних церковных связей, 2016)[49].
- Орден преподобного Нестора Летописца III степени (Украинская православная церковь, 2007)[38].
- Орден святителя Димитрия Ростовского (Украинская православная церковь, 2010)[50].
- Орден священномученика Исидора Юрьевского III степени (Эстонская православная церковь Московского патриархата, 2016)[51].
- Медаль священномученика Исидора Юрьевского (Эстонская православная церковь Московского патриархата, 2007)[52].
- Памятный знак ИППО «Медаль имени Василия Николаевича Хитрово» (2011)[53].
- Памятный знак ИППО «Орден Великого князя Сергия Александровича» (2013)[54].

## Публикации
статьи
- Ещё раз о «декларации» и о «солидарности соловчан» // Вестник русского христианского движения. 1989. — № 157 (III). — С. 193—202
- Новый Духовный центр христиан-адвентистов // Журнал Московской Патриархии. 1989. — № 5. — С. 53-55.
- Любытинский раскол. Настоятель Успенской церкви о любытинском расколе // София. 1994. — № 3 (июль-сентябрь) — С. 7.
- Искусственное оплодотворение: что думают православные? // Человек. — М., 1995. — № 3. — С. 77—81.
- Достоевский и судьба русской Библии // Достоевский и современность: Материалы Х Международных Старорусских чтений 1995 года. — Старая Русса, 1996. — С. 9—19.
- Иов «с подлейшими примечаниями»: что же читал Достоевский? // Достоевский и мировая культура. Альманах № 6. — СПб.: Акрополь, 1996. — С. 82—86.
- Спор о русской Библии и Достоевский // Достоевский: Материалы и исследования. — СПб.: Наука, 1996. — Т. 13. — С. 3—15.
- Esiste una «lingua della preghiera»? // La Nuova Europa. Seriate (Bergamo), 1998. — № 1. — P. 61—77.
- Lingua della liturgia, lingua della missione // La Nuova Europa. Seriate (Bergamo), 1998. — № 2. — P. 35—53.
- Язык богослужения: Из истории церковной дискуссии в России // Континент. — М., 1998. — № 98. — С. 247—279.
- Non é ora che i «figli spirituali» diventino adulti? // La Nuova Europa. Seriate (Bergamo). 1999. — № 3. — P. 4—13.
- Хотят ли «духовные чада» взрослеть? // Новая Европа. Милан — М., 1999. — № 12. — С. 53—59.
  - Хотят ли духовные чада взрослеть? // Искушения наших дней: в защиту церковного единства  / Ред.-сост. А. Добросоцких. — М.: Даниловский благовестник, 2003. — С. 103—110.
- Bioetica una parola nuova // Il Regno — Attualitа. — Bologna, 2000. — № 4. — P. 93—97.
- Развитие литургической культуры: богословские и пастырские аспекты // Богословская конференция Русской Православной Церкви «Православное богословие на пороге третьего тысячелетия». Москва, 7-9 февраля 2000 г. Материалы. — М.: Синодальная богословская комиссия, 2000. — С. 309—320.
- Русская Православная Церковь и проблемы биоэтики // Медицинское право и этика. — М., 2000. — № 2. — С. 16—29.
- К истории созыва Всероссийского Церковного Собора // Церковь и время. — М., 2000. — № 3 (12). — С. 133—154.
- Всероссийский Церковный Собор 1917—1918 годов: Некоторые детали предыстории: В. К. Саблер и К. П. Победоносцев в 1905 г. // Церковь и время. — М., 2000. — № 3 (12). — С. 155—178.
- La teologia ortodossa alle soglie del terzo millenio // La Nuova Europa. Seriate (Bergamo). 2000. — № 3. — P. 76—89.
- Da operaio a teologo: l’arcivescovo Michail // La Nuova Europa. Seriate (Bergamo). 2000. — № 4. — P. 22—32.
- От составителей // Собрание сочинений: В 3 т. — М. : Русский путь. — Т. 1. — 2001. — 654 с. — С. 5—6. (c Л. И. Сараскиной)
- Репродуктивные технологии: дар или искушение? // Православие и проблемы биоэтики. М.: Православный медико-просветительский центр «Жизнь», 2001. — Вып. 1. — С. 34—44.
- Геном человека, «терапевтическое клонирование» и статус эмбриона (точка зрения православного) // Церковь и время. — М., 2001. — № 2 (15). — С. 58—76.
- Новые достижения в области геномики: взгляд православного христианина // Медицинское право и этика. — М., 2001. — № 4. — С. 39—50.
- На перепутьях прогресса: Кто запатентует наши гены? // Православная беседа. М., 2001. — № 6. — С. 35—39.
- Актуальные вопросы этики пола в свете «Основ социальной концепции Русской Православной Церкви» // Церковь и время. — М., 2002. — № 1 (18). — С. 55—66.
- Пол и половые отношения в православном этосе // Философская этика и нравственное богословие. Материалы конференции. Институт философии РАН. Москва, 29 января 2002 г. (Х Рождественские образовательные чтения.) / Сост. В. К. Шохин. — М., 2003. — С. 61—83.
- Liturgijska obnova i služenje Božanstvene liturgije // Istina: Bogoslovski časopis pravoslavne Eparhije dalmatinske. Šibenik. 2004. — Br. 5. — С. 207—234.
- История русского церковного разделения // Журнал Московской Патриархии. 2007. — № 7. — С. 82—95. (совместно с Андреем Кострюковым)
- Сергей Фудель: Жизненный путь и судьба литературного наследия // Чтения памяти С. И. Фуделя. К 30-летию со дня кончины. — Владимир: Издательский отдел Владимирской епархии, 2008. — С. 6—12.
- История эстонского Православия и попытка её недобросовестной ревизии: О книге архимандрита Григория Папатомаса «Несчастье быть маленькой церковью в маленькой стране» // Вестник церковной истории. М., 2011. — № 1—2 (21—22). — С. 251—310 (совместно с протоиереем Игорем Прекупом).
- The history of Estonian Orthodoxy and an attempt of its fraudulent revision // Orthodoxy in Estonia: Studies and documents / Ed. by archpriest N. Balashov, S. L. Kravets. — Moscow: Orthodox Encyclopedia, 2012. — Vol. 1. — P. 307—398 (совместно с протоиереем Игорем Прекупом).
- Свидетель эпохи исповедников веры: к столетию со дня рождения архиепископа Михаила (Мудьюгина) // Журнал Московской Патриархии. 2012. — № 5. — С. 52-61.
- Архиепископ Михаил как епархиальный архиерей (воспоминания бывшего клирика Вологодской епархии) // Архиепископ Михаил (Мудьюгин) в воспоминаниях и размышлениях. Материалы конференции, посвященной 100-летию со дня рождения архиепископа Михаила (Мудьюгина), 1912—2000. Санкт-Петербург, 14 мая 2012 г. / Под ред. свящ. К. Костромина и Д. В. Волужкова. — СПб.: СПбПДА, 2013. — С. 16-23.
- Мораль и право vs политическая целесообразность? Из истории церковно-государственных отношений в Эстонии // Государство и церковь в СССР и странах Восточной Европы в период политических кризисов второй половины XX века. — М.: Институт славяноведения РАН; СПб.: Нестор-История, 2014. — С. 45-101 (совместно с протоиереем Игорем Прекупом).
- Константинопольский Патриархат в 1948—1991 гг.; КПЦ при Патриархе Варфоломее I // Православная энциклопедия. М.: ЦНЦ «Православная энциклопедия» [2015]. Т. XXXVII. — С. 275—297 (совместно со свящ. М. В. Асмусом и С. А. Монаховым).
- Биографический очерк [протопресвитер Виталий Боровой] // Церковь и время. 2016. — № 4 (77). — С. 59-68. (в соавторстве с А. С. Буевским)
- Протопресвитер Виталий Боровой: coincidentia oppositorum // Церковь и время. 2016. — № 4 (77). — С. 101—105
- Людей надо кормить — физически и духовно. Сергей Фудель: осмысление событий российской истории // Журнал Московской патриархии. 2017. — № 4. — С. 70-74.
- Автономия Эстонской Православной Церкви: страницы истории // Эстонская Православная Церковь: 100 лет автономии. — Таллин, 2021. — С. 244—265.

книги
- На пути к литургическому возрождению / Предисл. митрополита Смоленского и Калининградского Кирилла. М.: Круглый стол по религиозному образованию и диаконии, [2000]. — 508 с.
- На путу ка литургиjском препороду / Прев. К. Кончаревић, К. Симић. Предговор еп. бачки Иринеjа. Нови Сад: Беседа, 2007. Т. 1 — 424 c.; Т. 2. — 354 с.
- И сотворил Бог мужчину и женщину: Комментарий к Социальной концепции Русской Православной Церкви. М.: Даниловский благовестник, 2001. 96 с.
- Sergei Fudel’: Messaggi dal km 101. Milano: La Casa di Matriona, 2007. — 275 с. (совместно с Л. И. Сараскиной).
  - Сергей Фудель прот. Н. Балашов, Л. И. Сараскина. — М. : Книжница: Русский путь, 2010. — 456 с. (совместно с Л. И. Сараскиной).
  - Сергей Фудель. М.: Книжница — Русский путь, 2010. С. 256 (совместно с Л. И. Сараскиной); М.: Русский путь, 2011 (2-е изд., испр. и дополн.).
- Проблемы Православия в Эстонии: Õigeusu probleemid Eestis : о книге архимандрита Григория Папатомаса «Несчастье быть маленькой церковью в маленькой стране» / Доп. и перераб. ред. — Таллинн : [б. и.], 2013. — 130 с. — ISBN 978-9949-33-132-1 (совместно с протоиереем Игорем Прекупом).

переводы
- Робинсон Дж. Быть честным перед Богом = Honest to God / Пер. с англ., биогр. ст., коммент. Н. Балашова; Рец. докт. филос. наук, проф. П. С. Гуревич. — М.: Высшая школа, 1993. — 159 с. — (Б-ка философа). — ISBN 5-06-002858-5.
- Данн Дж. Д. Керигма или керигмы?: Гл. из кн. «Единство и многообразие в Новом Завете». Евангельская проповедь: содержание и процесс в единстве и разнообразии текстов синоптических Евангелий и Евангелия от Иоанна / пер.: Балашов Н., священник // Страницы. М., 1997. Т.2. № 1. стр. 3-21.